# Kruhowicze Wielkie
Kruhowicze Wielkie (biał. Вялікія Круговічы; ros. Великие Круговичи) – wieś na Białorusi, w obwodzie brzeskim, w rejonie hancewickim, w sielsowiecie Oharewicze.
Znajduje się tu zabytkowa parafialna cerkiew prawosławna pw. św. Jerzego Zwycięzcy.
W dwudziestoleciu międzywojennym miejscowość leżała w Polsce, w województwie poleskim, w powiecie łuninieckim. W czasach carskich i w II Rzeczypospolitej siedziba gminy Kruhowicze.